# Goryphus cinctitibia
Goryphus cinctitibia là một loài tò vò trong họ Ichneumonidae.